# Усть-Алейська сільська рада
Усть-Але́йська сільська рада (рос. Усть-Алейский сельский совет) — сільське поселення у складі Калманського району Алтайського краю Росії.
Адміністративний центр та єдиний населений пункт — село Усть-Алейка.

## Населення
Населення — 508 осіб (2019; 537 в 2010, 674 у 2002).